# Emigrantendenkmal

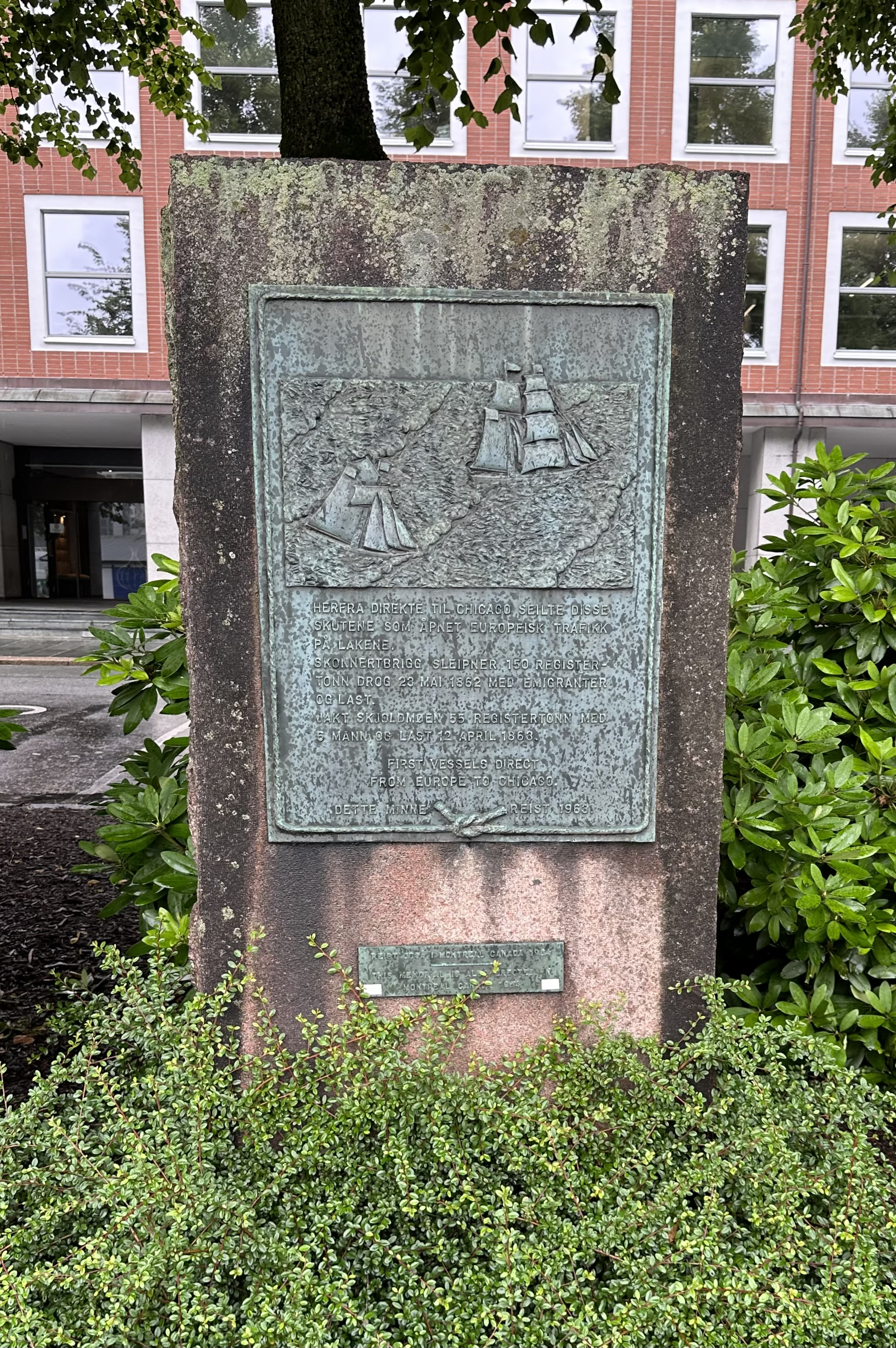
Emigrantendenkmal, 2023

Das Emigrantendenkmal ist ein Denkmal in der norwegischen Stadt Bergen.
Das Denkmal befindet sich in der Bergener Innenstadt in einer kleinen Grünanlage an der Straße Bradbenken, am Ostufer des Hafens Vågen.
Errichtet wurde es im Jahr 1963 anlässlich des 100. Jubiläums der ersten Direktfahrt eines Schiffs von Europa nach Chicago. Am 23. Mai 1862 hatte hier die Schonerbrigg Sleipner abgelegt, am 12. April 1863 die Jacht Skjoldmoen. 1964 wurde ein ähnliches Denkmal in Montreal, Kanada errichtet.

## Gestaltung
Es besteht aus einer aufrecht freistehend angebrachten Bronzeplatte, die auf ihrer Vorderseite ein Relief zeigt. Im oberen Teil des Reliefs sind zwei Segelschiffe auf hoher See fahrend zu sehen. Darunter befindet sich auf Norwegisch und Englisch die Inschrift:
HERFRA DIREKTE TIL CHICAGO SEILTE DISSE

SKUTENE SOM ÅPNET EUROPEISK TRAFIKK

PÅ LANKENE.

SKONNERTBRIGG SLEIPNER 150 REGISTER-

TONN DROG 23 MAI 1862 EMIGRANTER

OG LAST.

JAKT SKJOLDMØEN 55 REGISTERTONN MED

6 MANN OG LAST 12 APRIL 1863.

FIRST VESSELS DIRECT

FROM EUROPE TO CHICAGO.

DETTE MINNE    REIST 1963.

(deutsch Von hier aus segelten die Schiffe nach Chicago, die den Verkehr auf dieser Strecke von Europa aus eröffneten. Die Schonerbrigg Sleipner mit 150 Registertonnen legte am 23. Mai 1862 mit Emigranten und Fracht ab. Die Jacht Skjoldmoen mit 55 Registertonnen 6 Männern und Fracht am 12. April 1863. Das Denkmal wurde 1963 errichtet.)
Auf einer darunter angebrachten kleinen Inschriftentafel folgt, ebenfalls in Norwegisch und Englisch der Text:
REIST OGSÅ I MONTREAL CANADA 1964

THIS MEMORIAL IS ALSO ERECTED IN

MONTREAL CANADA 1964
(deutsch Dieses Denkmal wurde 1964 auch in Montreal, Kanada errichtet.)